# Calgary Dollar
Calgary Dollar är en lokal valuta i Calgary, Alberta, Kanada.
Valutan, som grundades 1996, cirkulerar lokalt i staden, men är inte legalt betalningsmedel nationellt och inte heller uppbackad av regeringen. Valutan är, enligt dess förespråkare, ett medel för lokal utveckling. Valutan finns i valörerna 1, 5, 10, 25 och 50 Calgary Dollar.